# Университет Северной Дакоты
Университе́т Се́верной Дако́ты (англ. University of North Dakota, сокр. UND) — общественный исследовательский университет в штате Северная Дакота, США. Кампус университета находится в городе Гранд-Форкс.
Университет был основан Территориальной ассамблеей Дакоты в 1883 году, за шесть лет до образования штата Северная Дакота.

## История
Университет Северной Дакоты был создан фондом гуманитарных наук и расширен за счет увеличения научных исследований. Уроженец и один из первых поселенцев Гранд-Форкса — Джордж Уолш представил в Законодательное собрание территории Дакота законопроект, в котором содержался призыв к тому, чтобы новый университет штата находился в Гранд-Форксе, что и было выполнено. Первые занятия прошли 8 сентября 1884 года. В здании университета — Старый Мейн, размещались аудитории, библиотека, офисы и комнаты общежития.
В 1880-х годах университет имел всего нескольких акров собственности, окруженный фермами и полями, почти в двух милях к западу от города Гранд-Форкс. По мере роста университета в его кампусе строилось больше зданий, также была построена троллейбусная линия, соединяющая университет с центром города Гранд-Форкс. Однако в жизни университета было несколько крупных перерывов. В 1918 году это учебное заведение стало наиболее пострадавшим образовательным учреждением страны от эпидемии гриппа, унесшей жизни 1400 человек только в Северной Дакоте. Занятия в университете были приостановлены, а его кампус стал армейской базой американских солдат во время Первой мировой войны.
Во время Великой депрессии Университет Северной Дакоты предоставлял бесплатное жилье студентам, желающим заниматься физическим трудом в кампусе. Его территория, названная «Кампус депрессии», состояла из железнодорожных вагончиков, в каждом из них проживало восемь студентов. Студенты «Кампуса депрессии» не получали регулярного питания из столовой и должны были довольствоваться бесплатными остатками. Однако жители Гранд-Форкса часто помогали с питанием этим молодым людям.
После Второй мировой войны количество учащихся в университете быстро выросло до более чем 3000 человек. На территории его кампуса пришлось построить большое количество жилья и несколько учебных корпусов. В 1960—1970 годах в Университете Северной Дакоты произошло много студенческих протестов, крупнейший из которых был в мае 1970 года, когда более 1500 студентов протестовали против расстрела в штате Кент.
В 1975 году число учащихся увеличилось до рекордных 8500 человек. В 1980—1990 годах университет продолжал развиваться и количество его студентов расти. Разрушительное наводнение на Красной реке в апреле 1997 года затопило многочисленные здания на территории кампуса и вынудило руководство отменить оставшуюся часть учебного года.
В XXI веке продолжалось развитие Университета Северной Дакоты: расширялся кампус, реконструировались старые здания, учебное заведение стало в августе 2021 года первым участником программы университетского партнерства Космических сил США.

## Деятельность
В университете девять академических подразделений:
- Школа аэрокосмических наук Джона Одегарда
- Колледж искусств и наук Университета Северной Дакоты[англ.]
- Колледж бизнеса и государственного управления[англ.]
- College of Education & Human Development
- College of Engineering & Mines
- School of Graduate Studies
- Юридическая школа Университета Северной Дакоты[англ.]
- Школа медицины и медицинских наук Университета Северной Дакоты[англ.]
- College of Nursing & Professional Disciplines

Студенческий братства университета включают: Alpha Sigma Phi, Alpha Tau Omega, Beta Theta Pi, Delta Tau Delta, Delta Upsilon, Kappa Sigma, Lambda Chi Alpha, Phi Delta Theta, Pi Kappa Alpha, Sigma Alpha Epsilon, Sigma Chi, Sigma Nu, Sigma Phi Epsilon, Theta Chi и Pi Kappa Phi.
Студенческие сестринства объединяют: Alpha Chi Omega, Alpha Phi, Delta Gamma, Gamma Phi Beta, Kappa Alpha Theta, Kappa Delta, Pi Beta Phi, Delta Delta Delta, Chi Omega и Sigma Kappa.
Президенты США, посещавшие Университет Северной Дакоты:
- Франклин Рузвельт — 4 октября 1937;
- Джон Кеннеди — 25 сентября 1963;
- Ричард Никсон — сентябрь 1960, октябрь 1965, октябрь 1970;
- Рональд Рейган — 17 октября 1986.

### Выпускники
- Андерсон, Максвелл — выдающийся американский драматург и теоретик театра.
- Андерсон, Сэм — американский актёр.
- Аствацатурян Теркотт, Анна — американская писательница, лектор и активистка.
- Джексон, Фил — американский профессиональный баскетболист и тренер, 13-кратный чемпион НБА, член Зала славы баскетбола.
- Джонс, Дэвид Чарльз — генерал армии США, председатель Объединенного комитета начальников штабов США (1978—1982).
- Дорган, Байрон — член Палаты представителей США (1981—1992), сенатор США от штата Северная Дакота (1992—2011).
- Муллинс, Юстас — американский писатель, политический обозреватель, биограф, популист.
- Найберг, Карен Луджин — американская женщина-астронавт.
- Найквист, Гарри — один из пионеров теории информации.
- Стефансон, Вильялмур — канадский полярный исследователь, этнограф и писатель.
- Шейфер, Эдвард — 29-й министр сельского хозяйства США с 2008 по 2009 год, губернатор Северной Дакоты с 1992 по 2000 год.
- Эйлсон, Карл — американский полярный лётчик и исследователь.